# A casa di Joe
A casa di Joe (Joe's Apartment) è un film statunitense del 1996 diretto e scritto da John Payson.
Il film, realizzato in tecnica mista, rappresenta la prima produzione della MTV Films. Esso è basato su un cortometraggio del 1992 dello stesso regista.

## Trama
Arrivato a New York dallo Iowa, il simpatico e ingenuo Joe inizia un'odissea per trovarsi un appartamento. Dopo vari tentativi fallimentari, conosce lo strambo ed eccentrico Walter che lo istruisce sulla vita nella Grande Mela. Un giorno, quasi per caso, i due assistono alla morte per infarto della signora Grotowski, un'anziana donna che abita in un palazzo fatiscente del quartiere East Village. Per Joe è un'occasione d'oro: infatti, su consiglio di Walter, si spaccia per il suo perduto figlio ed "eredita" l'appartamento. Ciò che lui non sa però è che in quel bugigattolo ci sono degli altri inquilini: un'intera colonia di blatte col dono della parola che cantano e ballano da mattina a sera. Inizialmente incredulo, Joe alla fine accetterà questi insoliti angeli custodi che, a modo loro, cercheranno di trovargli un lavoro ed aiutarlo a fare breccia nel cuore di Lily, una giovane ragazza dallo spirito ecologista figlia di un losco senatore il cui obiettivo è cacciare via gli inquilini dell'ultimo palazzo dell'East Village (quello di Joe) per far posto ad una megaprigione.